# Abarognose
Abarognose é a perda da habilidade para detectar o peso de um objecto colocado na mão ou para detectar a diferença de peso entre dois objectos.
Pode ser causada por dano no lobo parietal do lado do cérebro oposto ao do deficit.